# 名鉄名古屋駅
名鉄名古屋駅（めいてつなごやえき）は、愛知県名古屋市中村区名駅1丁目にある名古屋鉄道名古屋本線の駅である。駅番号はNH36。

## 概要
1941年開業。名鉄最大のターミナル駅であり、全営業列車が停車する。名古屋本線のほか、犬山線・常滑線・空港線・河和線・津島線などに直通運転する一日800本以上の列車が発着する。名古屋駅（JR東海・名古屋市営地下鉄）および近鉄名古屋駅、名鉄バスセンターと合わせて名古屋市の重要な交通結節点となっている。当駅の直上には名鉄百貨店本店の本館があり、バスセンターと名鉄グランドホテルのある同店「メンズ館」のビルには名鉄の本社をはじめとする名鉄グループの拠点事務所がある。
頭端式ホームが一般的な私鉄のターミナル駅では珍しく、当駅はJRのような通過型ターミナル駅である。開業当初から新名古屋地下トンネル内にある地下駅である。地下鉄東山線・近鉄名古屋線の各構造物に挟まれるため地下空間に余裕が少なく、プラットホームは上下各1線を3面で挟み込む特殊な配置（3面2線）となっている。この設備で多方面への列車や大量の利用客をさばくため、乗車方法、乗車位置、列車案内などが工夫されており、当駅の特徴となっている。
また、夕刊に限り新聞発送業務を行っており、そのための本格的な設備を有している。午後には、各方面行きの列車に新聞を積み込む様子を見ることができる。

### 駅名
当駅とJR・近鉄・地下鉄の名古屋駅はあわせて「名駅（めいえき）」と呼ばれ、のちに駅周辺の正式な地名にもなっている。
開業以来長らく新名古屋駅（しんなごやえき）という駅名であったが、「名鉄の名古屋駅」であることをわかりやすくするため、2005年1月のダイヤ改正で名鉄名古屋駅に改称された。これは同年に開港した中部国際空港へのアクセスを考える中部運輸局の協議会で取り上げられたもので、新大阪駅・大阪駅や新横浜駅・横浜駅の例から、「新名古屋」では名古屋駅と離れた位置にある印象を持たれるとして、当初は「名古屋駅」への駅名統一が要望されていた。協議会からの要望を受けた名鉄は他の「新○○」駅（11駅）を含めて変更を検討。その結果、新名古屋駅・新一宮駅、新岐阜駅の3駅を「新○○」から「名鉄○○」に改称することで協議会の要望に応えた。
駅名変更以降、方面・行先表示、駅・車内アナウンス、次駅表示器では「名古屋」と略称を使うことがあったが、昨今の訪日客急増や地図・乗換案内アプリの普及を背景とした表記ゆれ解消のため徐々に正式駅名表記・案内に移行している。ただし、新名古屋駅時代から方面・行先表示で「名古屋」とし、車内到着前アナウンスでも駅名を繰り返す際には「名古屋」としていた。
一方、駅名標、路線図、運賃表、乗車券では「名鉄」を省略したり添え字にすることは過去にもない。

## 歴史

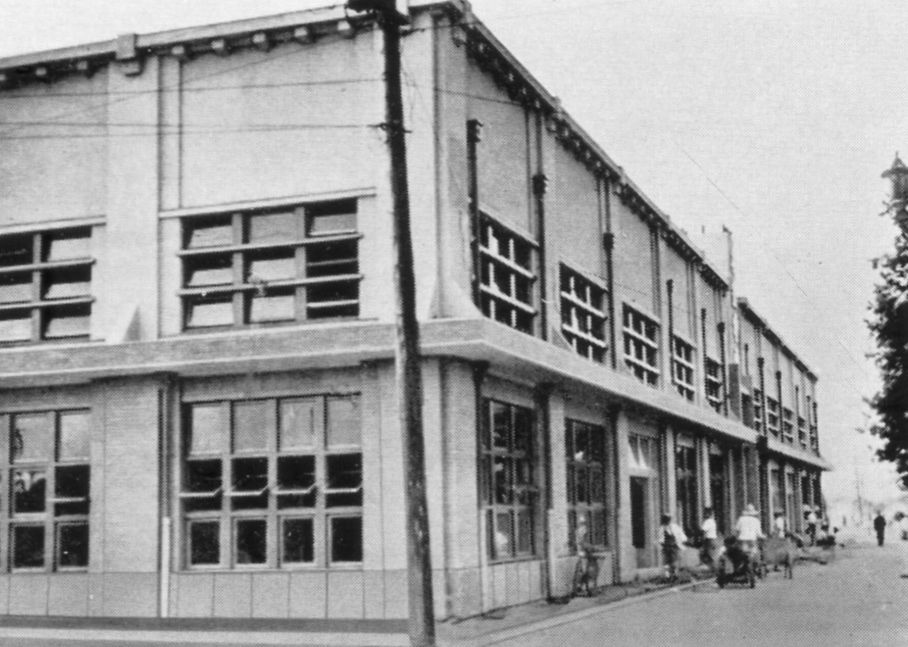
初代駅舎（1941年）

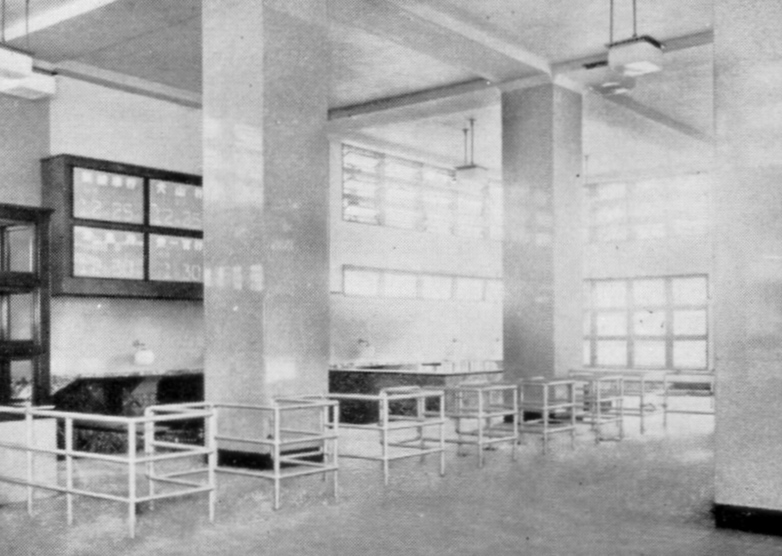
電光掲示板が置かれた改札口（1941年）

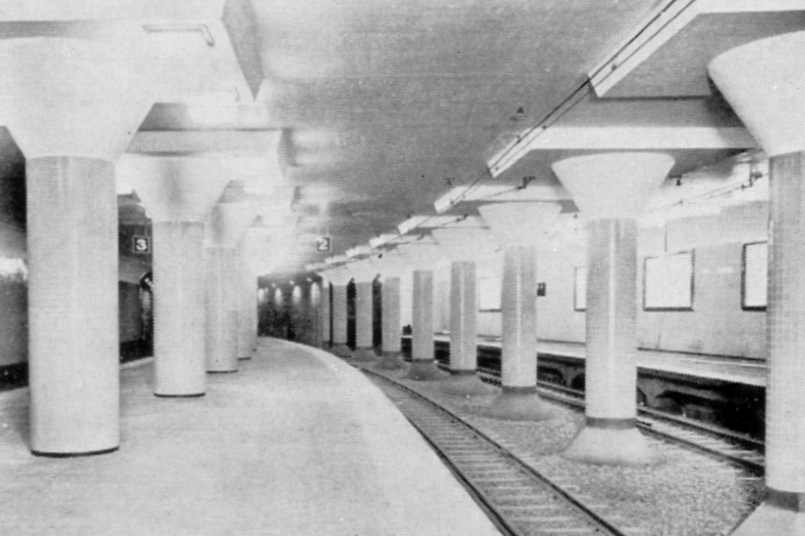
2面3線時代の構内
右から1、2、3番線（1941年）

合併による歴史的な経緯から名古屋市内で東西に分断されていた名古屋鉄道の2大幹線（西部線・東部線）を地下線で直結し、国鉄名古屋駅に接続するターミナル駅として建設された。
- 1941年（昭和16年）8月12日 - 名岐線（現在の名古屋本線岐阜方面。西部線とも）の終点として2面3線にて開業。1番線（現在の4番線）は到着ホーム、2・3番線（当初の2番線は後年廃止、3番線が現在の2番線）は乗車ホームであった。
- 1944年（昭和19年）9月1日 - 東西連絡線 神宮前 - 新名古屋間が開業。神宮前まで西部線車両が直通し、東部線に連絡。
- 1945年（昭和20年）3月12日 - 名古屋大空襲。アメリカ軍の焼夷弾による空襲で駅舎被災[8]。
- 1946年（昭和21年）12月12日 - 漏電により駅舎全焼[9]。
- 1948年（昭和23年）5月16日 - 西部線を1,500Vに昇圧し、東西直通運転を開始[10]。線名を名古屋本線と改称。
- 1950年（昭和25年）4月1日 - 新駅舎完成[11]。
- 1952年（昭和27年）12月20日 - 近鉄連絡線廃止[12]。
- 1953年（昭和28年） - 名鉄百貨店を含む名鉄ビルの建設が開始。
- 1954年（昭和29年）
  - 11月25日 - 駅舎改築[12]。構内の配線変更を行い、3面2線の現在の形になった。2・3番ホームが比較的広いのは中線（旧2番線）を廃止した名残りである[注釈 1]。
  - 12月1日 - 駅構造が地上2階・地下1階となった。名鉄百貨店開店。
- 1957年（昭和32年）7月27日 - 地上10階・地下3階の名鉄新名古屋駅・名鉄百貨店全館が完成[10]。
- 1964年（昭和39年）3月29日 - 駅構内の新岐阜（現・名鉄岐阜）方面ホームにて電車追突事故発生。負傷者143名（新名古屋駅列車追突事故）。
- 1965年（昭和40年）3月3日 - 渡り線が撤去される[13]。
- 1967年（昭和42年）
  - 6月1日 - 名古屋近鉄ビル完成により、当駅で行っていた近畿日本名古屋駅（現・近鉄名古屋駅）の出札・改札業務を前日をもって終了[14]。
  - 9月1日 - 上りホームにメルサ改札口を新設[15]。
- 1969年（昭和44年）
  - 9月1日 - ホーム拡幅および西・南改札口使用開始[16]。
  - 9月16日 - 名鉄総合案内所を駅構内に新設[16]。
  - 12月21日 - 27台の自動券売機による自動券売機群管理システム「虹の窓口」供用開始[16]。
- 1971年（昭和46年）3月25日 - 開業30周年。行先表示器をテレビ化[10]。
- 1974年（昭和49年）
  - 5月31日 - ホーム延長・拡幅工事着工[17]。
  - 12月27日 - 上りホームの一部を拡幅[18]。
- 1975年（昭和50年）
  - 9月1日 - 上下線ホームの新岐阜方を延長[18]。
  - 11月20日 - 名古屋サービスセンターを設置[10]。
- 1976年（昭和51年）11月20日 - 北口を新設[19]。防災センター完成[10]。
- 1981年（昭和56年）
  - 10月23日 - 開業40周年。上りホームの乗車位置標を更新（下りホームは翌日更新）[20]。
  - 11月4日 - 西口閉鎖[10]。
- 1984年（昭和59年）12月1日 - 座席指定券発券を自動化[10]。
- 1985年（昭和60年）
  - 4月1日 - 構内禁煙実施[21]。
  - 6月10日 - 冷房強化工事竣工[21]。
- 1986年（昭和61年）
  - 4月1日 - テレビ式行先表示器を更新[10]。
  - 4月18日 - 女性駅員「フレッシュメイツ」を改札業務に配置[22]。
  - 8月27日 - 定期券発売所を改装[10]。
  - 8月30日 - 中央ホームにエスカレーターを新設[10]。
  - 9月14日 - 下りホームを拡幅して移設[10]。
- 1987年（昭和62年）
  - 3月12日 - 中央改札口に自動改札機を設置[10]。
  - 3月23日 - 全面改装工事竣工[23]。
  - 9月26日 - 北口に自動集札機を設置[10]。
- 1989年（平成元年）9月10日 - 中央集札口に自動集札機を設置[10]。
- 1991年（平成3年）4月21日 - 開業50周年。北口出札窓口増設[24]。運賃形態の変更にともない券売機を金額表示式に更新[10]。
- 1992年（平成4年）12月1日 - 自動定期券券売機設置[25]。
- 1995年（平成5年）3月20日 - 南口に自動改集札機設置。中央集札口の自動集札機を増設[10]。
- 1999年（平成11年） - 発車標をブラウン管モニタ方式からプラズマディスプレイ方式に更新。
- 2004年（平成16年）12月21日 - 駅改良工事竣工。西口新設[26]。
- 2005年（平成17年）
  - 1月29日 - 駅名を新名古屋駅から、名鉄名古屋駅に変更[27]。
  - 9月27日 - メルサ改札口を改良し、新南口として使用を開始[28]。同時に中央改札口のリニューアル工事、駅ホームのバリアフリー化工事を開始。
  - 11月16日 - 中央改札口のリニューアル、駅ホームのバリアフリー化工事が完了。エレベーターは日本エレベーター製造と三菱電機によって設置された。
- 2011年（平成23年） 
  - 開業70周年。駅構内のプラズマディスプレイの発車標が液晶ディスプレイに更新される。
  - 2月11日 - ICカード「manaca」の利用が可能となる。
- 2012年（平成24年）2月29日 - トランパスの使用を終了。
- 2020年（令和2年）4月15日 - 2・3番線ホーム上にあったミューチケットうりばの営業を終了する。
- 2023年（令和5年）3月11日 - 4番線の発車ベルが変更になった。

## 駅構造
いわゆる通過型ターミナルで、一部の特急（ミュースカイを含む）とごく少数の準急（豊橋発最終と土休日朝の太田川発の各1本）および急行（平日朝の中部国際空港発の1本）を除くほとんどの列車は当駅を越えて運転される。当駅には折り返し設備がないので、当駅終着の下り列車は栄生駅や枇杷島分岐点北側の犬山線下小田井駅寄りにある折り返し線などへ回送される。また常滑線内からの列車を中心に、2つ手前の金山駅で折り返す下り列車も多く設定され、名鉄名古屋駅への通過本数を抑えている。現在、岐阜・津島・犬山方面から当駅終着の上り列車は設定されていないが、かつて運転されていた当駅終着の上り列車（2001年に廃止となった特急「北アルプス」など）は金山駅や神宮前駅まで回送されるか、行先を変えて運転を続行する形態をとっていた。
周囲の建物との関係から、床面の位置は、コンコース・中央改札出口・南改札・北改札が地下0.5階、中央改札入口・西改札・新南改札が地下1階、ホーム・東改札・近鉄連絡改札が地下1.5階である。
名鉄百貨店の全館一体改装工事に合わせ、改修工事が行われた。2002年4月から閉鎖されていたメルサ側の改札口（豊橋方面入口専用）は2005年9月27日から再開され、百貨店売り場と混在していた駅施設の一部移動や、ホームと車両との段差をなくすためレール面を低くするバリアフリー化工事を行った。2006年春には地下鉄改札口から中央改札口へと向かう通路の幅を広くする工事が完了した。

### 改札口
改札口は7ヶ所ある。位置的には駅北部（北口）の北改札口と駅中央部にある6ヶ所の改札口に大別できる。JR線、地下鉄線乗り換えは、移動距離を考慮しなければどの改札口（近鉄線のりかえ口除く）でも可能。
- 北部 - 北口。ゲートウォークとも接続。
  - 北改札口
- 中央部 - 連絡改札口を除き名鉄百貨店本店と直結。
  - 中央改札口
  - 西改札口
  - 南改札口
  - 東改札口 - 入口専用
  - 新南改札口 - 入口専用
  - 近鉄線のりかえ口（近鉄側の名称は名鉄連絡改札口）

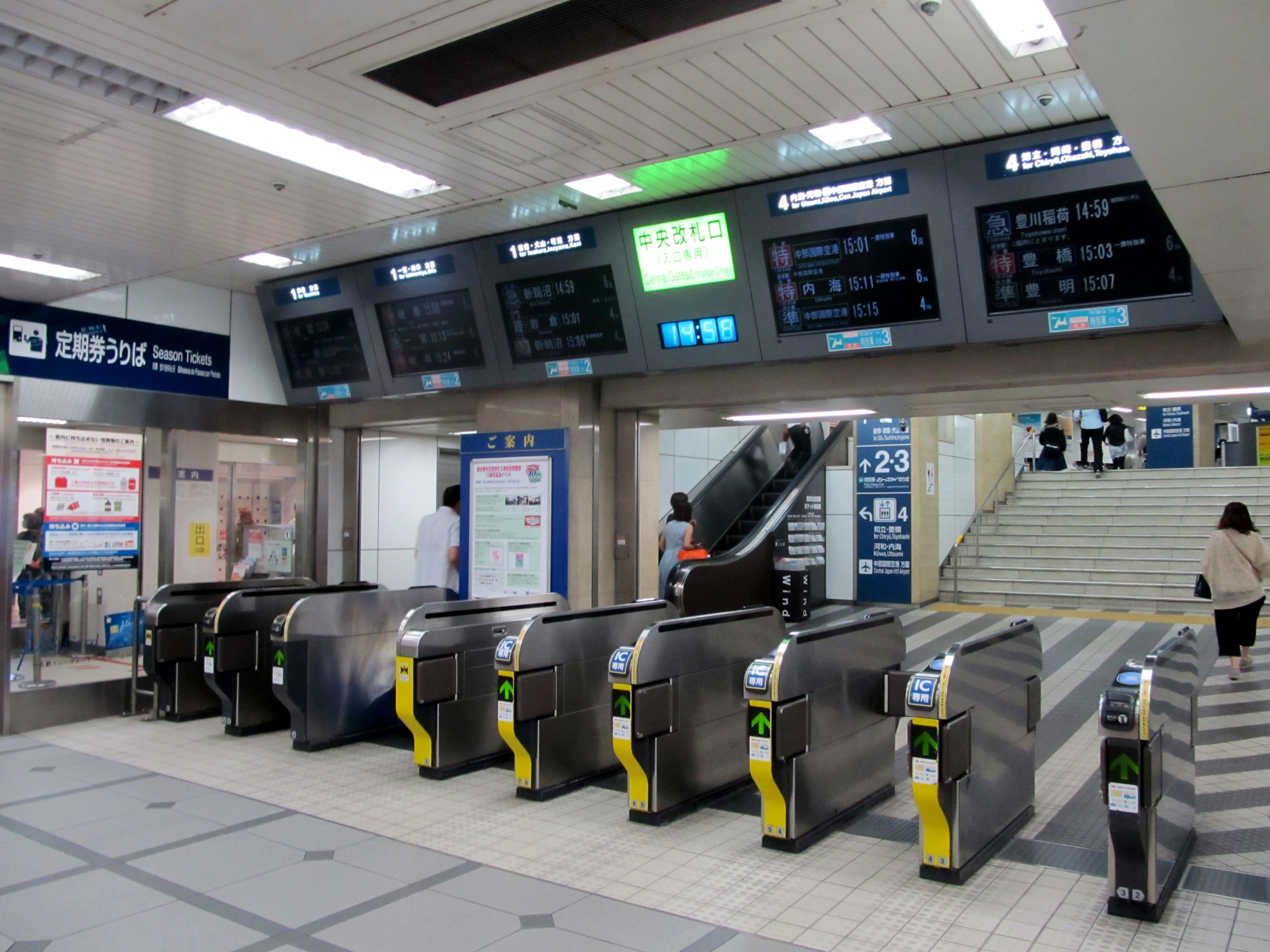
中央改札口
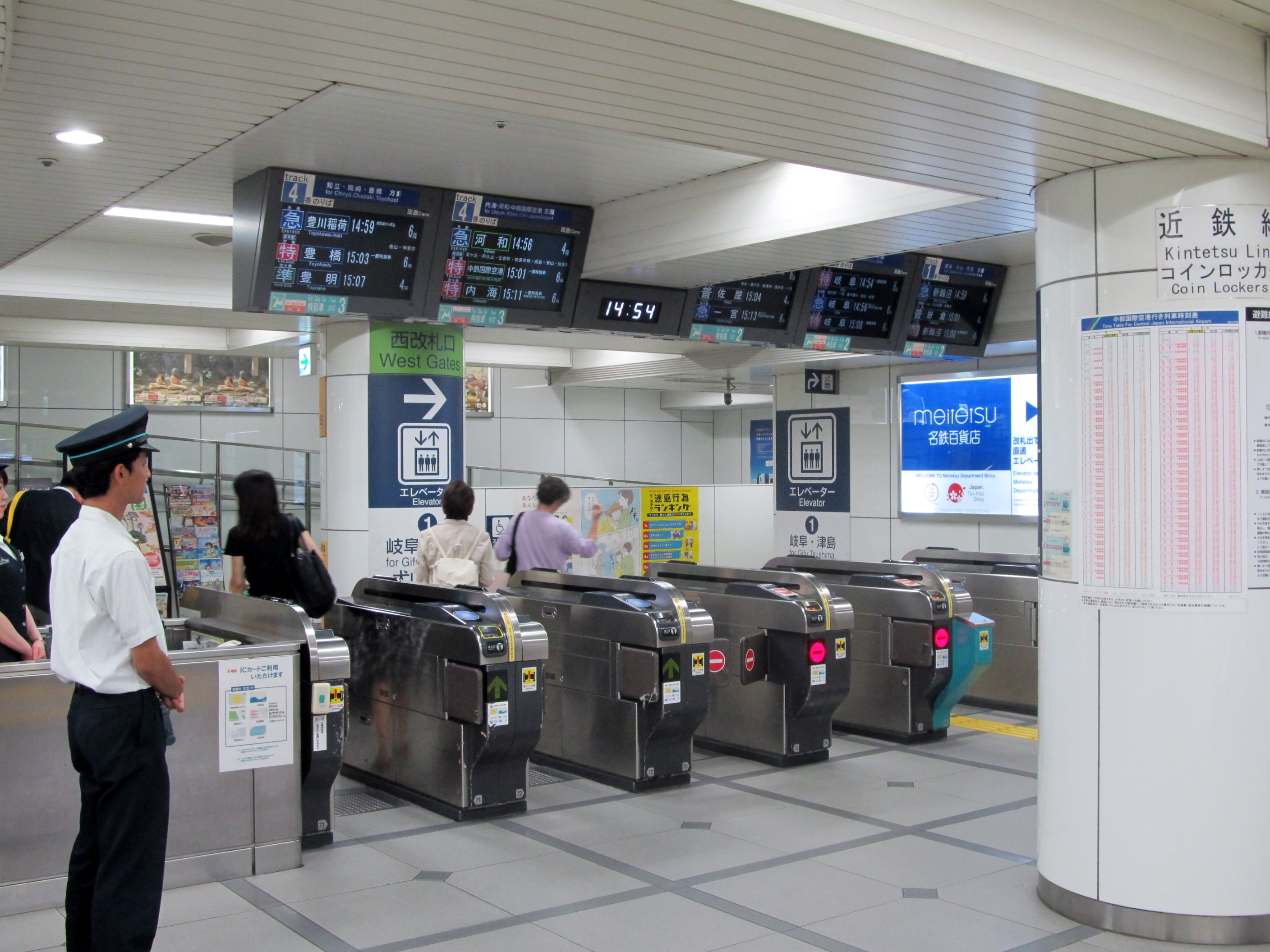
西改札口
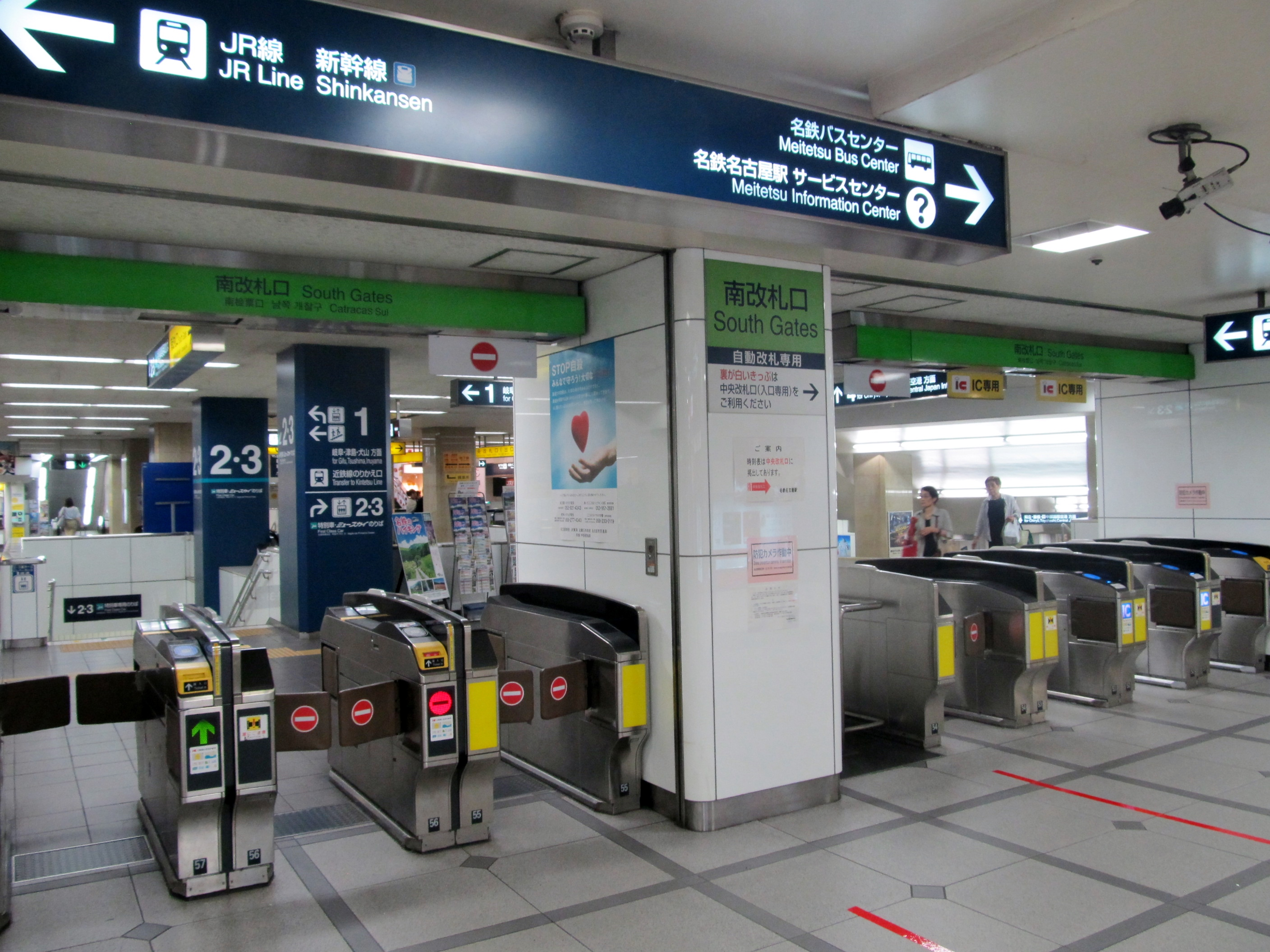
南改札口
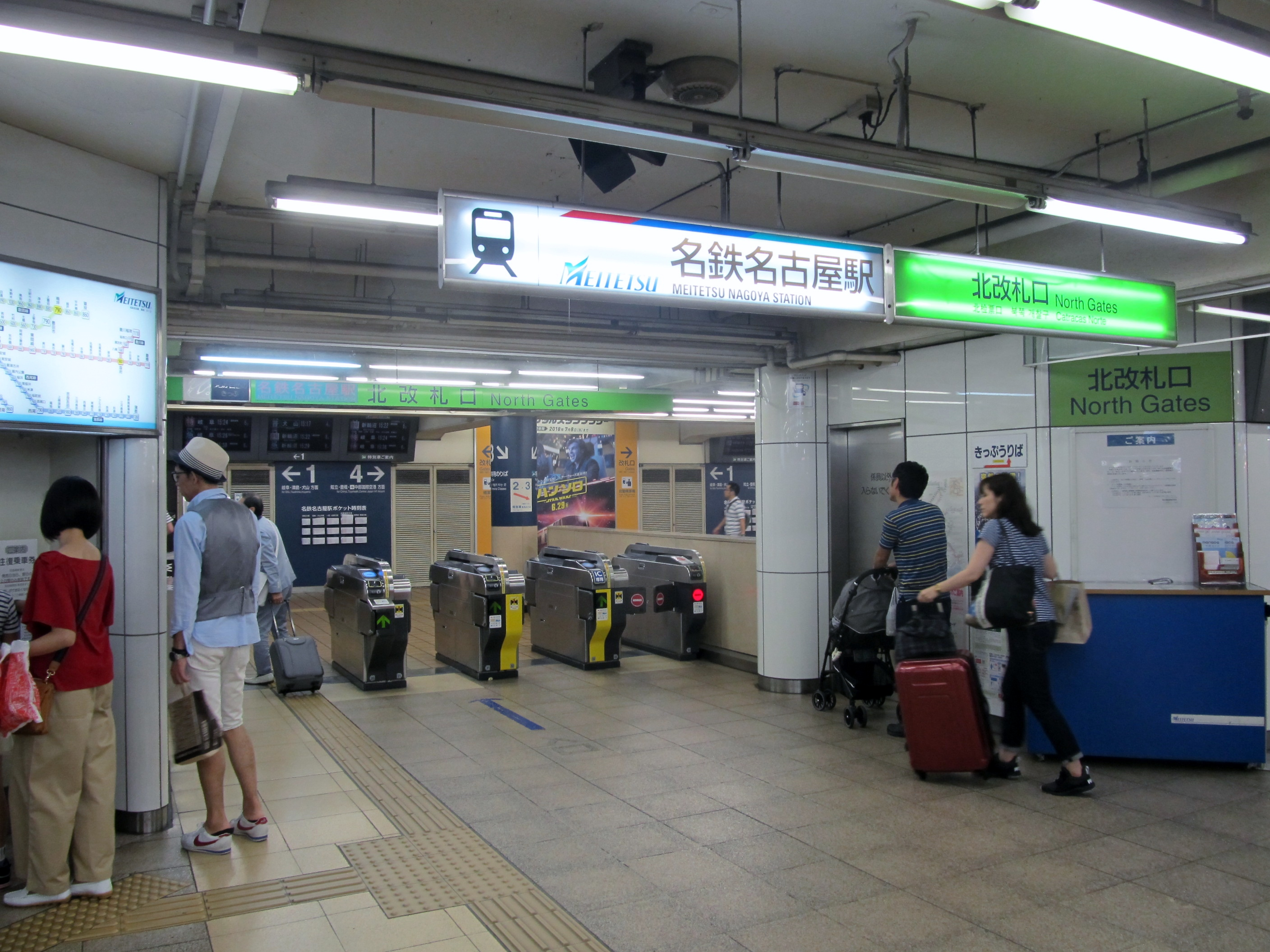
北改札口
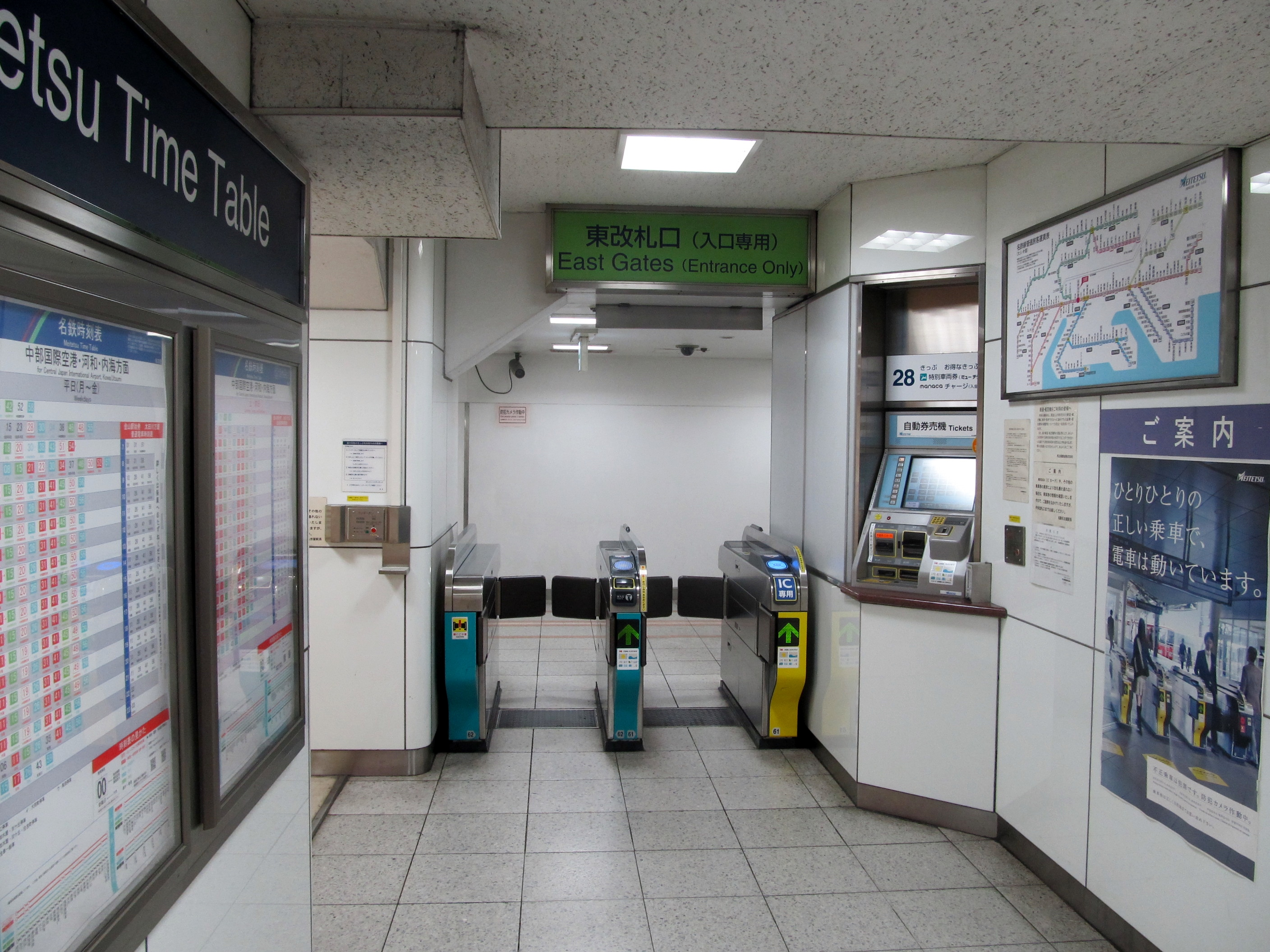
東改札口
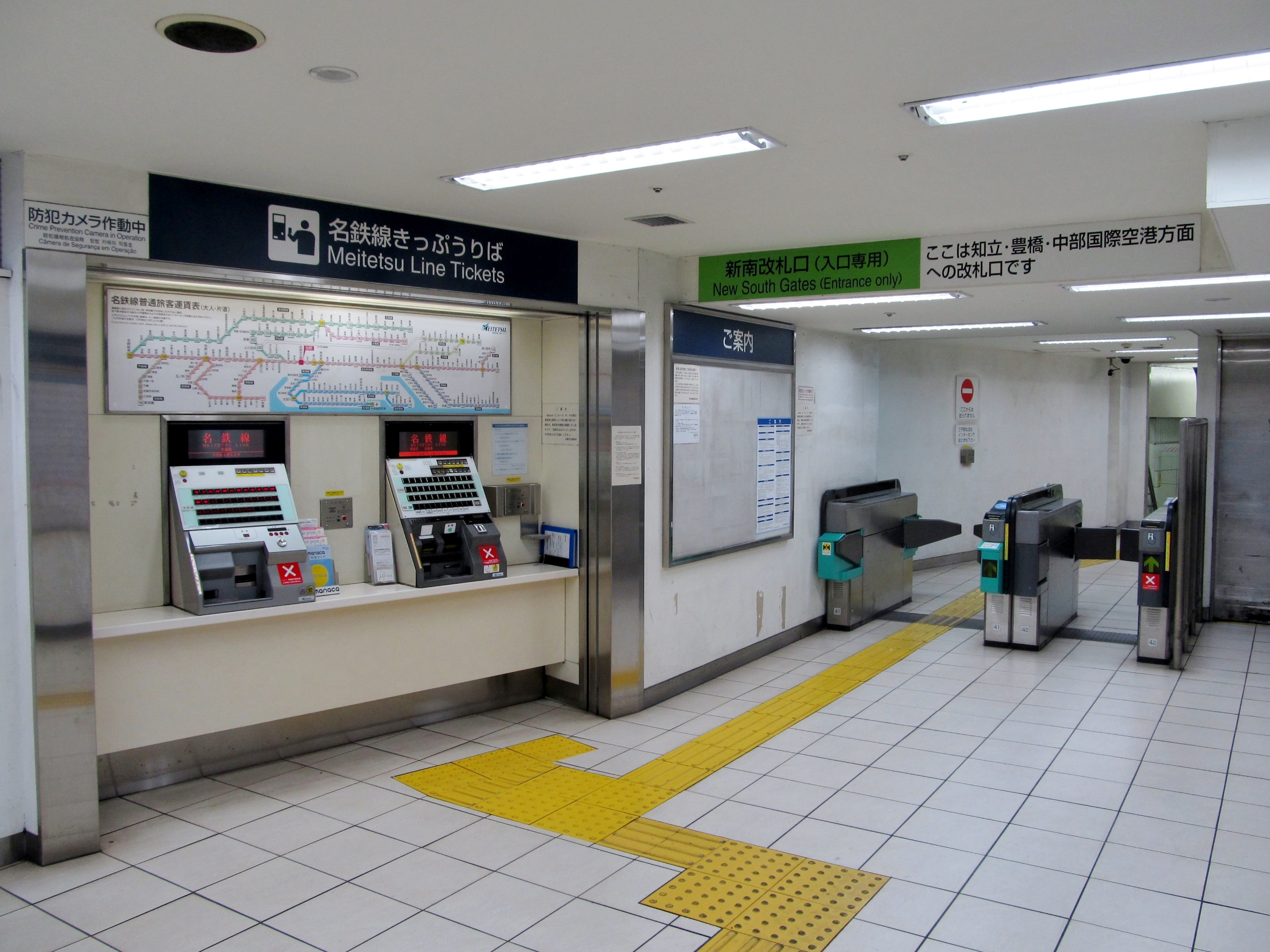
新南改札口
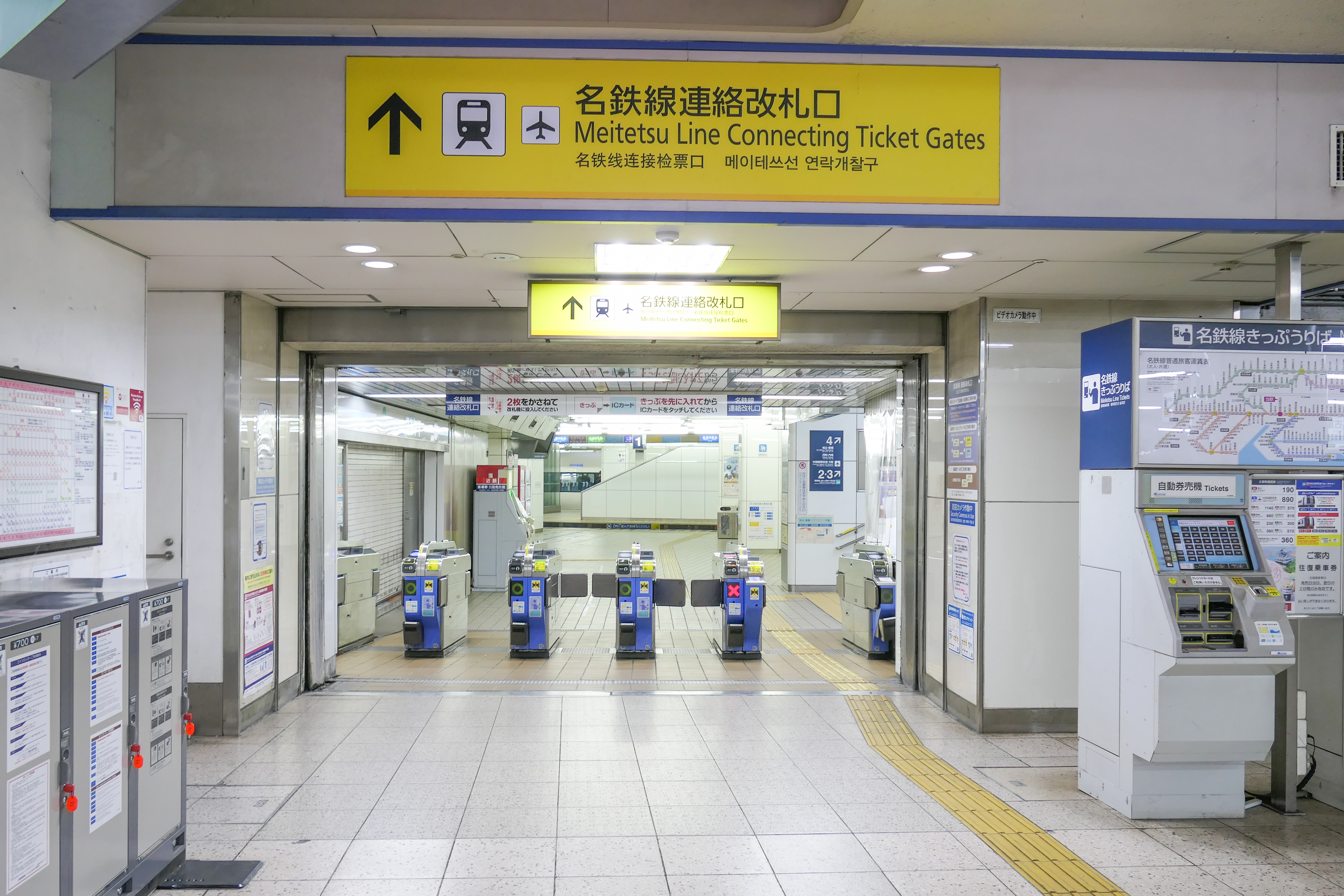
名鉄連絡改札口（近鉄側）

#### 近鉄線のりかえ口
近鉄名古屋駅が隣接しており1番線に近鉄線のりかえ口が設けられている。現在は自動化されたが、かつては近鉄名古屋駅の駅員と共同で改札を行っていた（出札は名鉄が担当）。2007年4月1日に近鉄線でPiTaPa・ICOCAの取り扱いが開始されたが、約8か月間は対応しておらず、いったん名鉄の改札口を出て改めて近鉄改札口に向かう必要があった。現在では、名鉄の磁気式乗車券＋近鉄のIC乗車カードでの乗り換えができる。名鉄線側に設置されている近鉄線自動券売機（高額紙幣対応タッチパネル式）もIC乗車カードに対応している。さらに2011年2月11日のmanacaの導入、および2012年4月21日のmanacaとTOICAの相互利用開始にあわせて、近鉄の磁気式乗車券＋名鉄のIC乗車カードでの組み合わせでも乗り換えができるようになった。ただし、名鉄のmanacaまたはTOICAと、近鉄のPiTaPaまたはICOCAとの、IC乗車カードの2枚同時使用による乗り換えはできないため、この場合は、いったん通常の改札口を出場のうえ、改めて乗り換え先の通常の改札口から入場しなければならない。なお2013年3月23日からは、相互利用可能な1枚のIC乗車カードでの乗り継ぎが可能となった。

#### 方面別発車標
北、西、中央の改札口には液晶テレビ（2011年7月ごろプラズマテレビから改装、1998年までブラウン管テレビ）を使用した方面別発車標が複数設置されている。
- 一宮・岐阜・岩倉・犬山・可児・津島方面
- 内海・河和・中部国際空港・知立・岡崎・豊橋方面
- 特別車専用

発車標には各方面ごとの3つ先までの列車が左から種別、行先、時刻、備考、両数の順に表示され、先発の列車のみ停車駅が表示される。
このほか、特別車つき列車（ミュースカイ・快速特急・特急・急行）専用の発車標がある。

### ホーム
上下線を相対式ホーム上下各1面と島式ホーム1面で挟み込む特殊な配置となっている。ホーム部分がカーブしていて列車との間に隙間が生じるため、ドア扱い中はホーム下に取りつけられている黄色い回転灯が点灯して注意を促すようになっている。また、降車ホームの豊橋寄りには新聞輸送用のシューターなどの設備が設けられており、夕刊輸送の荷役に使用される。
ホームの有効長は19m車10両分（1・4番線が189m、2・3番線が194m）であるが、岐阜方の約2両分（北改札口階段付近）は乗降には使用しておらず、利用客が通らない部分は柵で仕切られているか、一般客立入禁止として新聞輸送用カートなどの置き場となっている。
相対式ホームは乗車用に、島式ホームは降車およびミュースカイ・快速特急・特急・急行「特別車」の乗降用に使用し、行先ごとに列車の停車位置を変えて乗客の行列位置を変えるなど、狭小な駅設備を効率的に使用している。また、当駅止まりの列車は誤乗を避けるため、降車ホーム側のみドアが開く。
多方面への多彩な種別の列車が1 - 3分ごとに発着し、さらに一部方面からの列車遅延が生じた場合には、別路線からの到着順と差し替えるなどのイレギュラーも発生するため構内放送を自動化しきれず、駅員の肉声による放送を行っている。放送ブースは上下線で分けられ、1番線のホーム岐阜方先端付近の屋根上、4番線の豊橋方停車位置付近に設けられている。なお、放送ブース内にも発車標が設置されている。
朝ラッシュ時の上り列車は、降車ホーム側の扉を車掌ではなく乗務区の係員（助役）が閉める。これは降車に時間がかかるため、少しでも駅停車時間を少なくして遅延を防ぐためである。車掌は降車側の扉を開けたあと、乗車側の扉を開ける。そのまま乗車側の扉を閉め、乗務区の係員が降車側の扉を閉めたのを確認し、電鈴を鳴らす。
ちなみに、当駅の発車ベル（ブザー）は上りと下りで音の高さが異なり、豊橋方面が低音、岐阜方面が高音である。またブザーを止めたあとに再度流れる2回目のブザーは車掌に「ドアを閉めてもよい」という合図であり、担当ホーム係員がすべて赤色旗を揚げたのをブザー操作の放送係員が確認し、下りは短1回、上りは短2回鳴らす。さらに上り降車ホームでは自動車のホーンに似た合図もある。これは4両以上の列車で降車完了を車掌に知らせるための合図である。こちらはホーム係員がホーム柱に設置されたスイッチで操作する。
名古屋駅に限らず、名鉄では発車ブザー（ベル）を使用する駅ではブザーが鳴り終わってからではなく、鳴っている途中でホーム上の駅員が丸めた赤旗を頭上で左右に振るのを合図に車掌がドアを閉める独特の方法を取っている。
ホームには発車標として液晶ディスプレイと3色LEDの2種類の機器があり、3色LEDの表示機器は一般車ホームの先発列車の停車駅のみ表示される（ただし、全車特別車のミュースカイは停車駅を表示しない）。
液晶ディスプレイの発車標は、1・4番線が3つ先までの列車を、2・3番線が特別車を連結する3つ先までの列車を、それぞれ表示している。なお、先発の列車は停車駅も表示される。普通電車は、途中で切って「終点まで各駅にとまります」という文面で終わらせることもある。
なお、発車標がテレビ化されるまでは、行灯式のものが使用されていた。
| 番線 | 路線                    | 方向 | 行先                                                 | 備考                   |
| ---- | ----------------------- | ---- | ---------------------------------------------------- | ---------------------- |
| 1    | NH 名古屋本線 IY 犬山線 | 下り | ■ 名鉄一宮・名鉄岐阜方面 ■ 津島方面 ■ 岩倉・犬山方面 | 一般車のりば           |
| 2    | NH 名古屋本線 IY 犬山線 | 下り | ■ 名鉄一宮・名鉄岐阜方面 ■ 津島方面 ■ 岩倉・犬山方面 | 降車専用／特別車のりば |
| 3    | NH 名古屋本線           | 上り | ■ 東岡崎・豊橋方面 ■ 中部国際空港・河和・内海方面    | 降車専用／特別車のりば |
| 4    | NH 名古屋本線           | 上り | ■ 東岡崎・豊橋方面 ■ 中部国際空港・河和・内海方面    | 一般車のりば           |

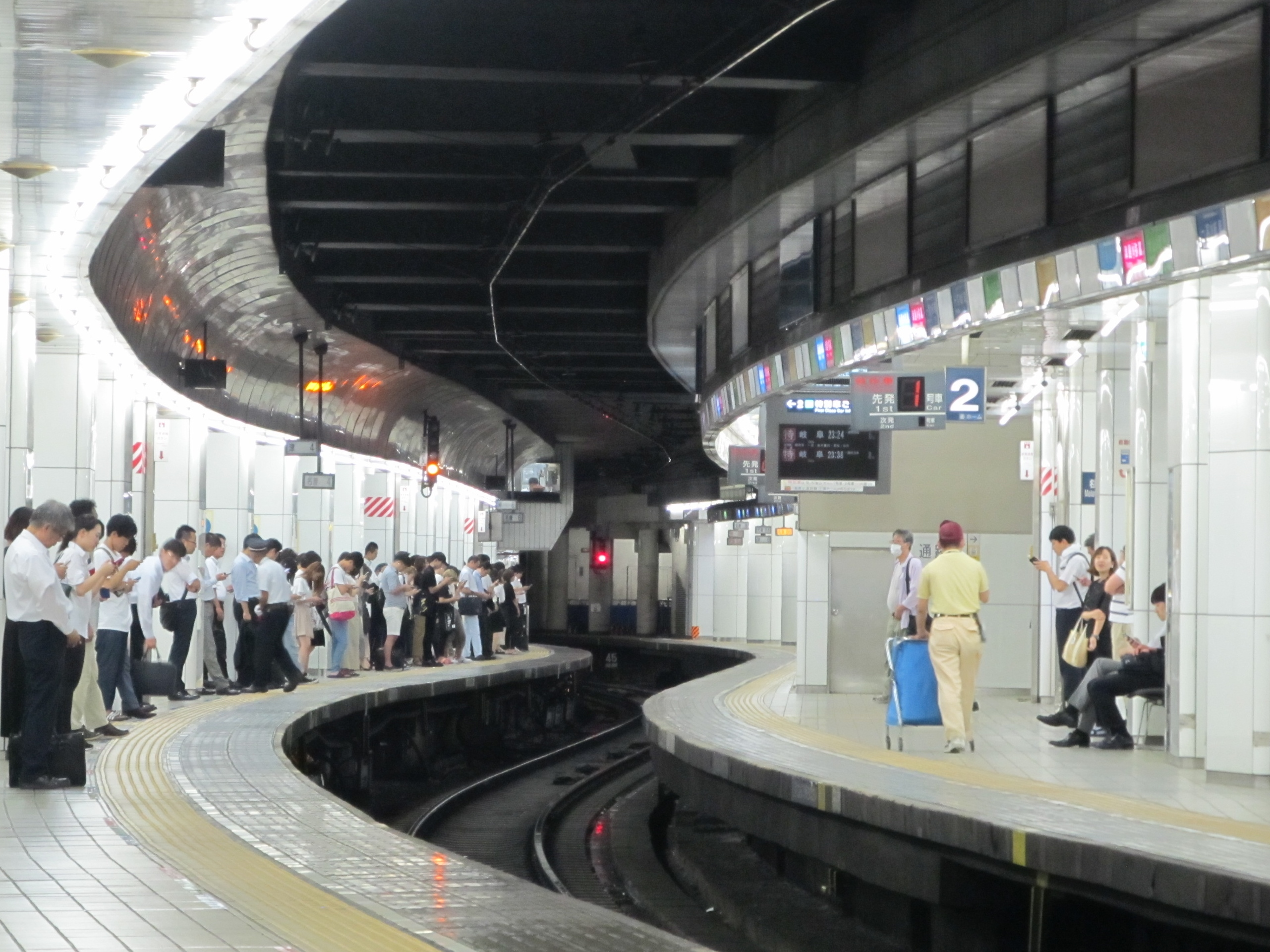
S字カーブしている下り線
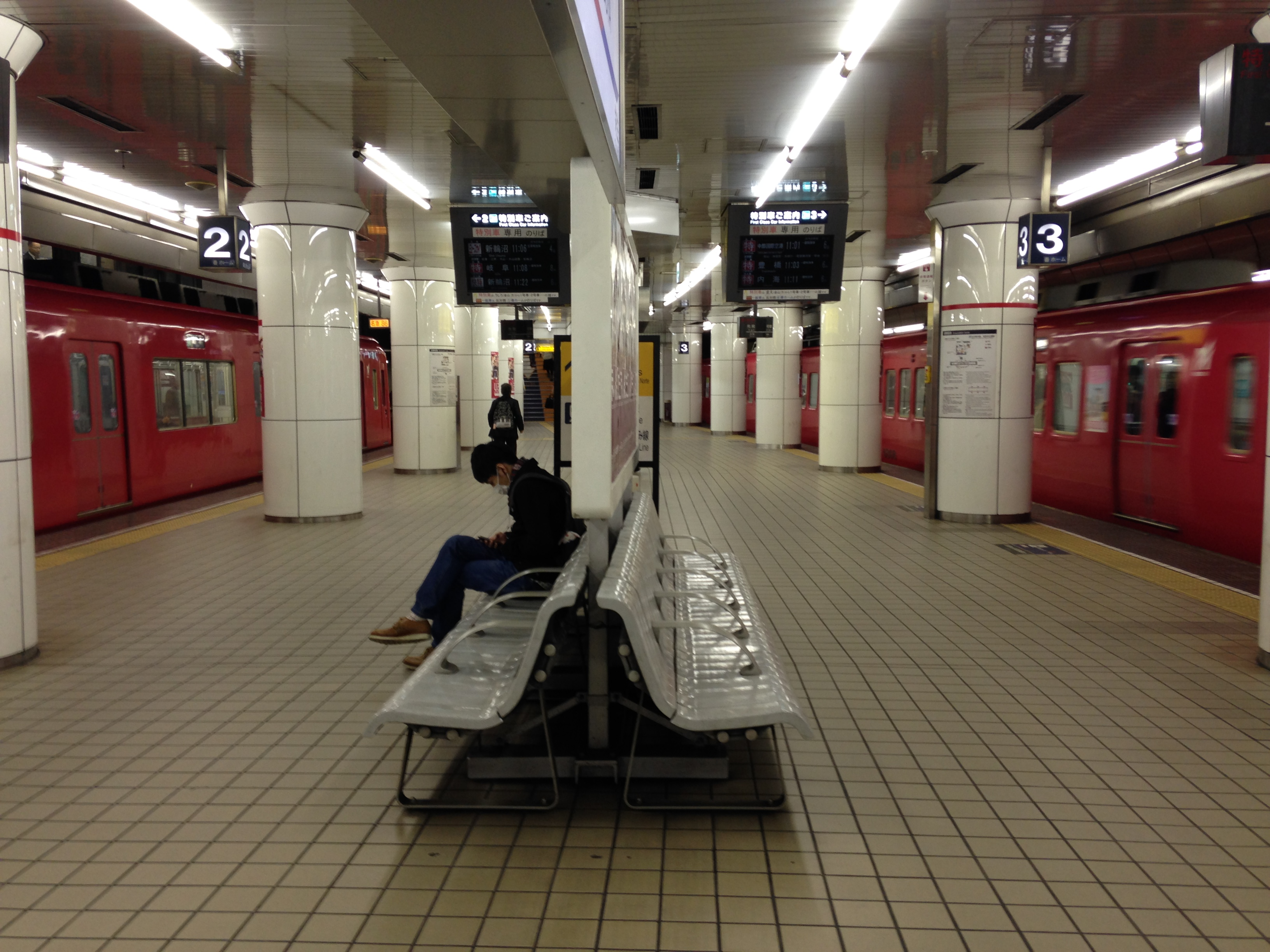
降車および特別車専用の2・3番線
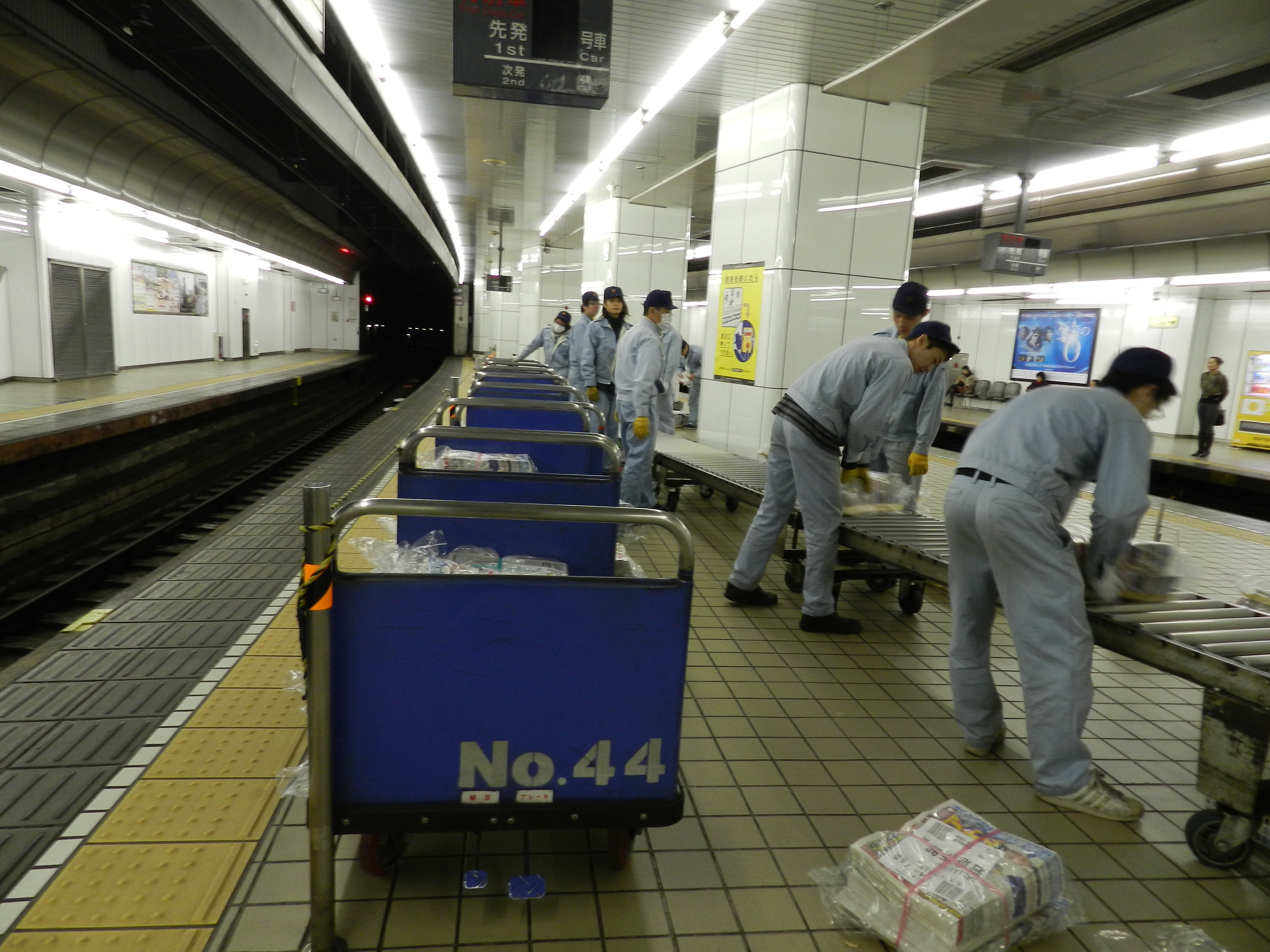
2・3番線ホームで行われる新聞の積み込み作業
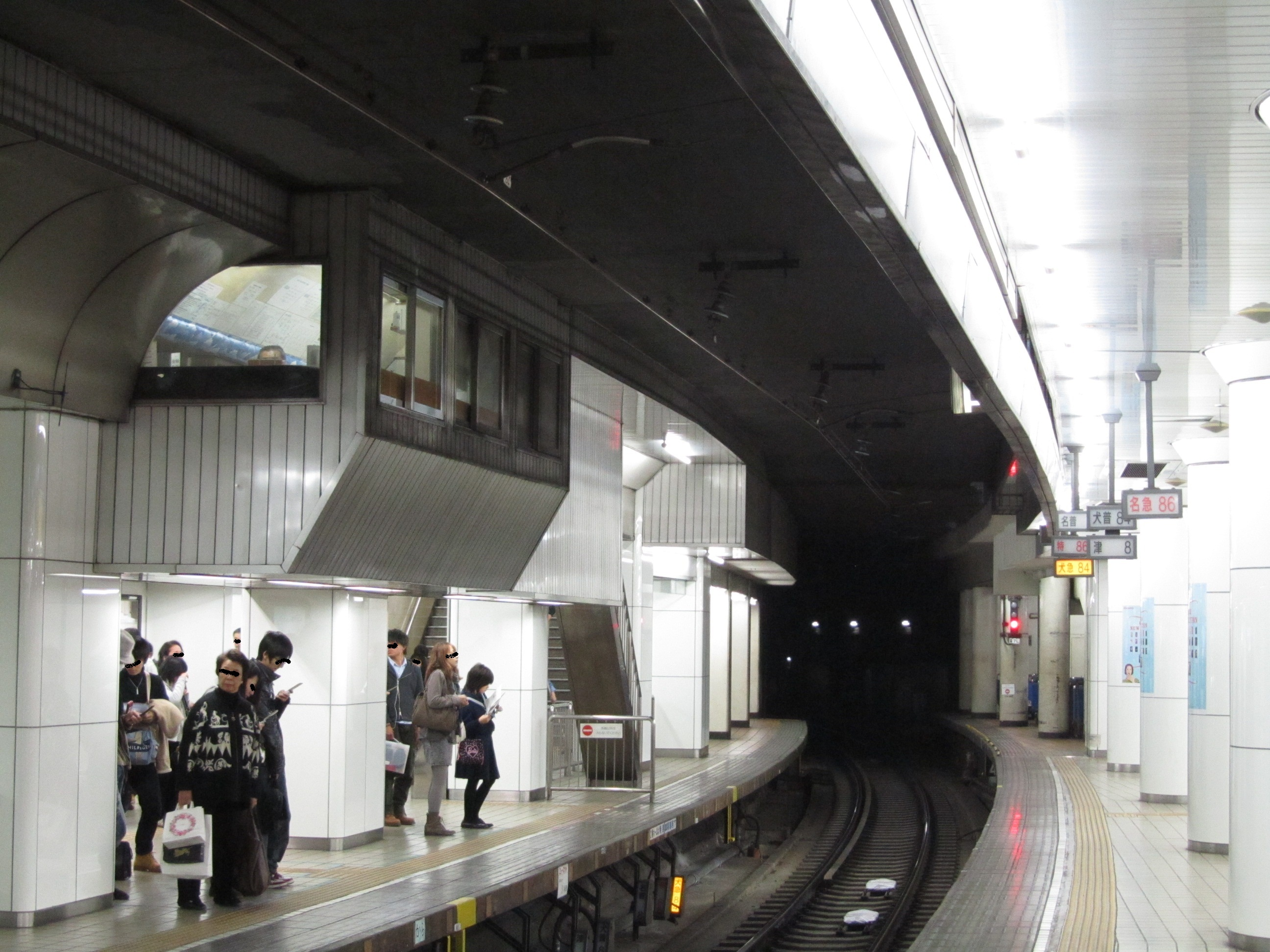
1番線案内放送ブース
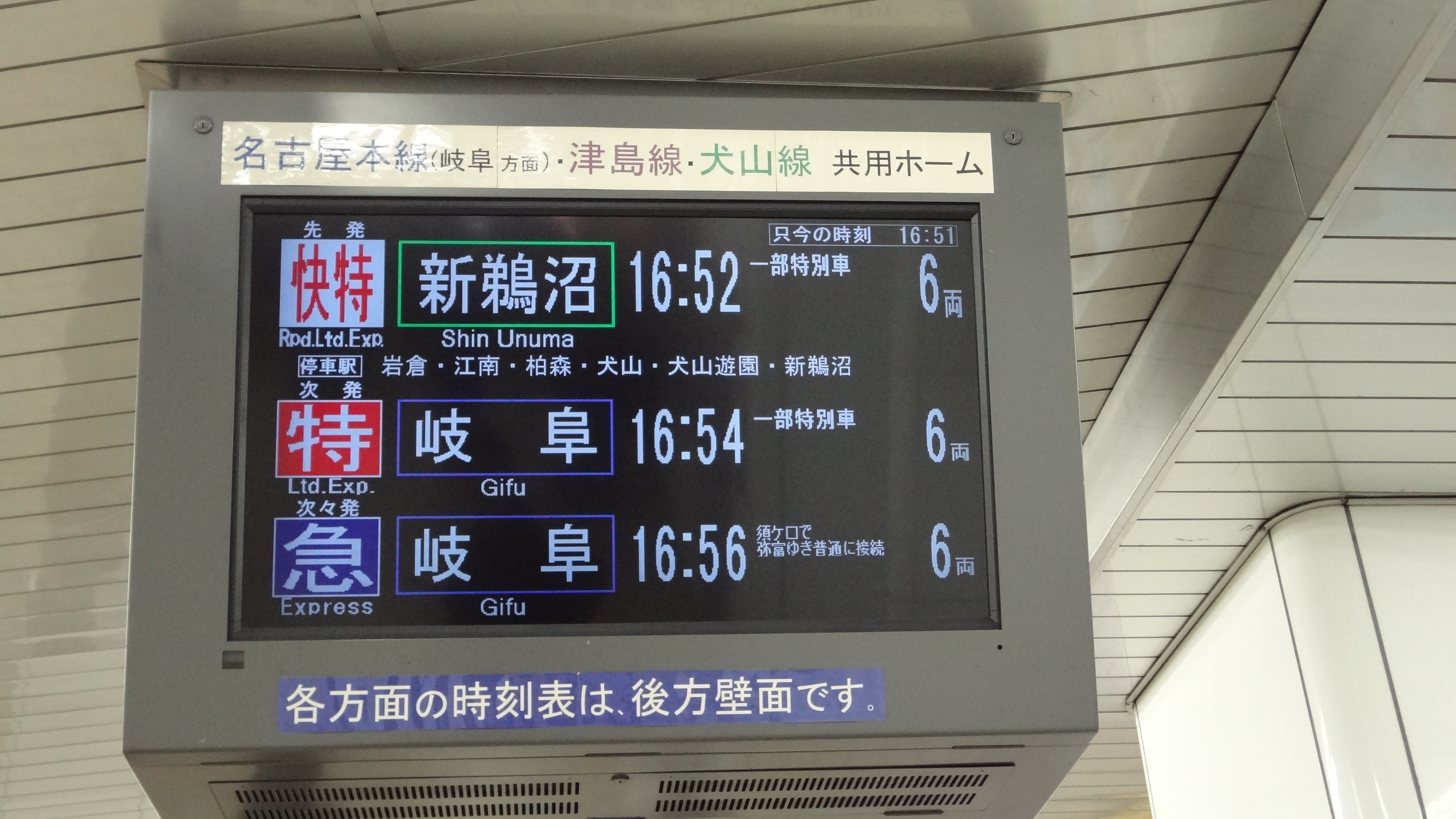
ホーム上のディスプレイ式発車標
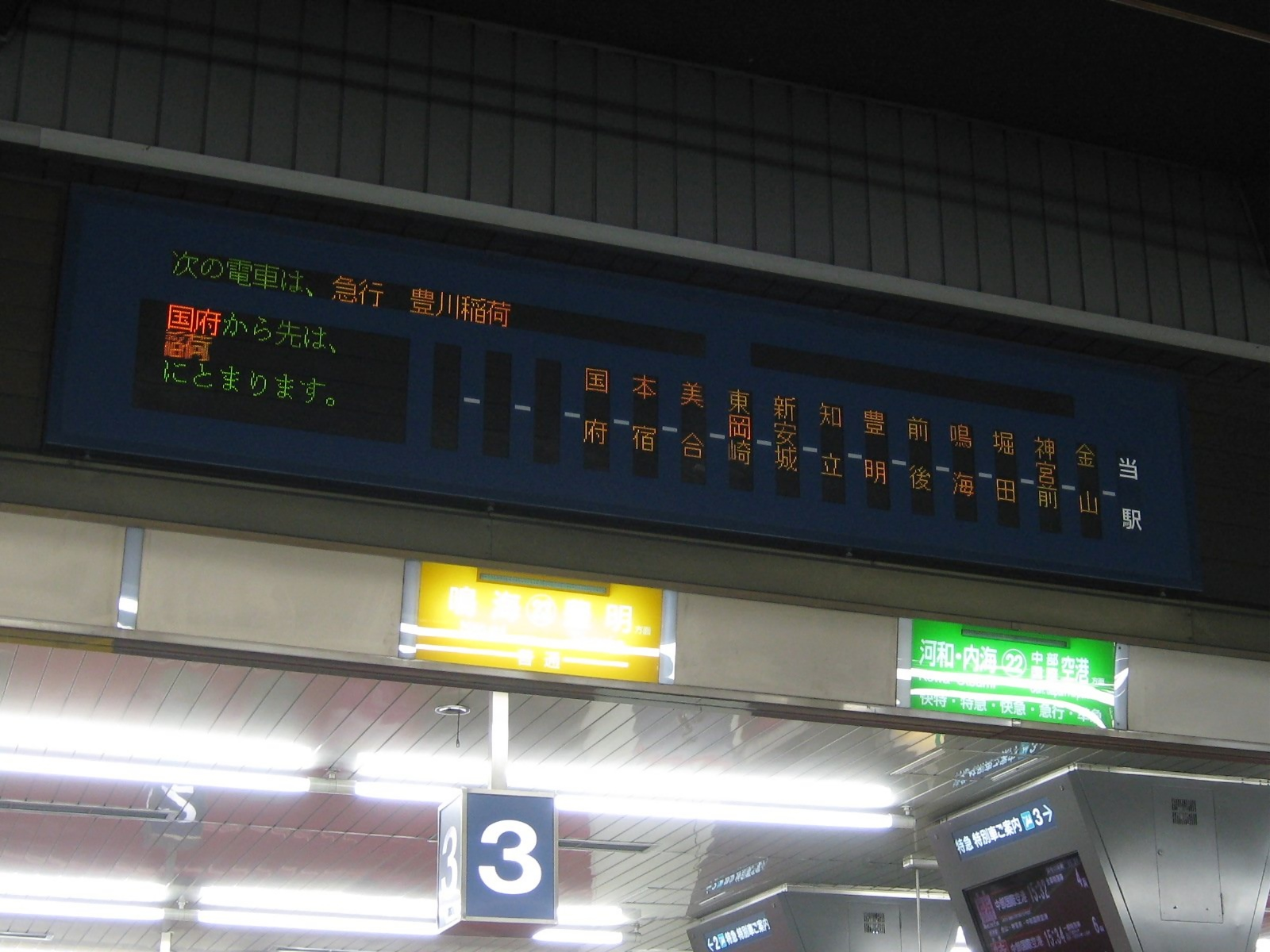
対面ホーム上方にあるLED式発車標。その下に点灯しているのが乗車位置目標の看板。
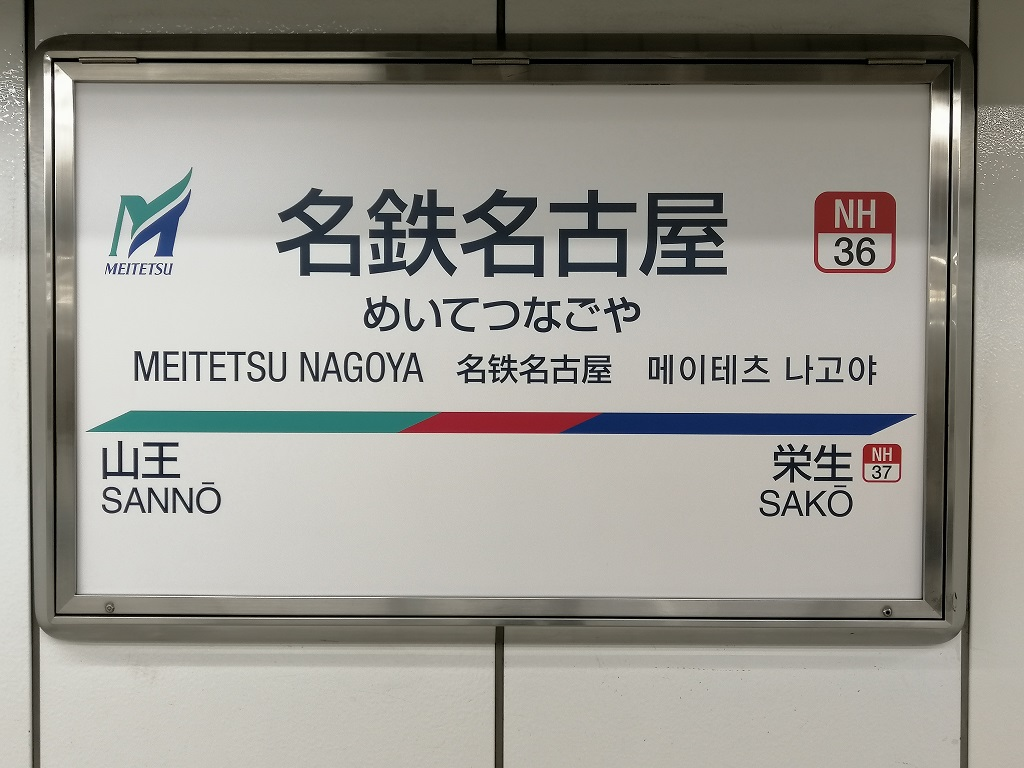
駅名標

### 乗車位置
一般車乗車ホーム（1番線と4番線）の乗車位置は列車の系統（種別・方面）ごとに分けられ、中央ホーム上部に設けられた各色の行灯型乗車位置案内標識がその位置を示している。すなわち系統ごとに停車位置=乗車位置をずらすことによって系統別の整列乗車が可能となり、上下各1線ながら多岐にわたる系統を分別させ、混乱と誤乗を防ぐ当駅なりの工夫である。
| 状況             | 意味                           |
| ---------------- | ------------------------------ |
| 点灯             | ここが乗車口（整列乗車位置）   |
| 消灯             | ここには停車しない／乗車口なし |
| 横線型ランプ点滅 | まもなく入線                   |
| 横線型ランプ点滅 | 乗車扱い中                     |

（例：1番線「青色点灯・ランプ点滅」は、「岐阜方面行きの乗車位置であり、まもなく列車が来る」ことを意味する）
停車しない位置、乗車ドアが来ない位置は標識自体が点灯しない。また、昼間は岐阜方面の普通と、太田川方面の普通は運行されないので、その時間帯は1番線の黄色と4番線の水色は点灯しない。標識の色はホーム上の整列乗車位置を示すテープの色と対応している。各標識は系統ごとの直近の列車（線路単位では次々発まで）の停車位置である限りすべてが点灯している状態であり、系統別に早めの整列を促している。
旅客は系統ごと別々に整列し、別系統の列車が来てもドアの位置が異なるためそのまま整列を続けることができる。一例として1番線の青色岐阜方面と緑色犬山方面は別々に整列して待つことができ、ほぼ終日混み合う当駅ながら旅客動線を整理することに役立っている。一方、ニーズの異なる列車が同一位置となっている場合もある（特に4番線青色は岡崎・豊橋方面と西尾方面、特急系と急行・準急が入り混じる）。
さらに、まもなく入線してくる列車の乗車位置は表示上部にある横線型のランプが点滅して乗車扱いが近いことを示し、列車がホームを離れるまで点滅する。各ホームの乗車位置と乗車位置標識の色は下記の通りである。横線型ランプが消灯している状態で撮影。
| 案内標識           | 色   | 方面           | 種別                                       | 路線              | 主な行先         |
| ------------------ | ---- | -------------- | ------------------------------------------ | ----------------- | ---------------- |
| 一宮・岐阜方面     | 青色 | 一宮・岐阜     | □ 快速特急 ■ 特急 □ 快速急行 ■ 急行 ■ 準急 | NH 名古屋本線     | 須ヶ口 一宮 岐阜 |
| 須ヶ口・国府宮方面 | 黄色 | 須ケ口・国府宮 | ■ 普通                                     | NH 名古屋本線     | 須ヶ口 岐阜      |
| 犬山・可児方面     | 緑色 | 犬山・可児     | □ 快速特急 ■ 特急 □ 快速急行 ■ 急行 ■ 準急 | IY 犬山線         | 犬山 新鵜沼      |
| 西春・岩倉方面     | 水色 | 西春・岩倉     | ■ 普通                                     | IY 犬山線         | 岩倉 犬山        |
| 津島・弥富方面     | 紫色 | 津島・弥富     | ■ 特急 □ 快速急行 ■ 急行 ■ 準急 ■ 普通     | TB 津島線・尾西線 | 津島 佐屋 弥富   |

津島方面の列車はホーム後ろ寄り、岩倉・犬山方面の列車は一宮・岐阜方面の列車よりやや前寄りに停車する。当駅止まりの列車は乗車位置のランプが点灯しないが、北改札口への利便性を考慮して両数や種別に関係なく最も前寄りの停止位置に停車する。須ケ口止まりは一宮・岐阜方面と同じ色で表示される（かつて運行されていた栄生止まりも同様。事故などで運行区間が短縮となった場合は元の色のまま）。日中の須ケ口方面の普通列車は一宮・岐阜方面ではなく津島方面へ直通するため黄色ではなく紫色の乗車位置となる。
| 案内標識                     | 色   | 方面                      | 種別                                       | 路線                                  | 主な行先                    |
| ---------------------------- | ---- | ------------------------- | ------------------------------------------ | ------------------------------------- | --------------------------- |
| 岡崎・豊橋方面               | 青色 | 岡崎・豊橋                | □ 快速特急 ■ 特急 □ 快速急行 ■ 急行 ■ 準急 | NH 名古屋本線 GN 西尾線 TK 豊川線     | 豊明 吉良吉田 豊川稲荷 豊橋 |
| 鳴海・豊明方面               | 黄色 | 鳴海・豊明                | ■ 普通                                     | NH 名古屋本線                         | 鳴海 豊明 東岡崎            |
| 河和・内海・中部国際空港方面 | 緑色 | 河和・内海・ 中部国際空港 | □ 快速特急 ■ 特急 □ 快速急行 ■ 急行 ■ 準急 | TA 常滑線・空港線 KC 河和線・知多新線 | 中部国際空港 河和 内海      |
| 大江・太田川方面             | 水色 | 大江・太田川              | ■ 普通                                     | TA 常滑線・空港線 KC 河和線・知多新線 | 太田川 知多半田             |

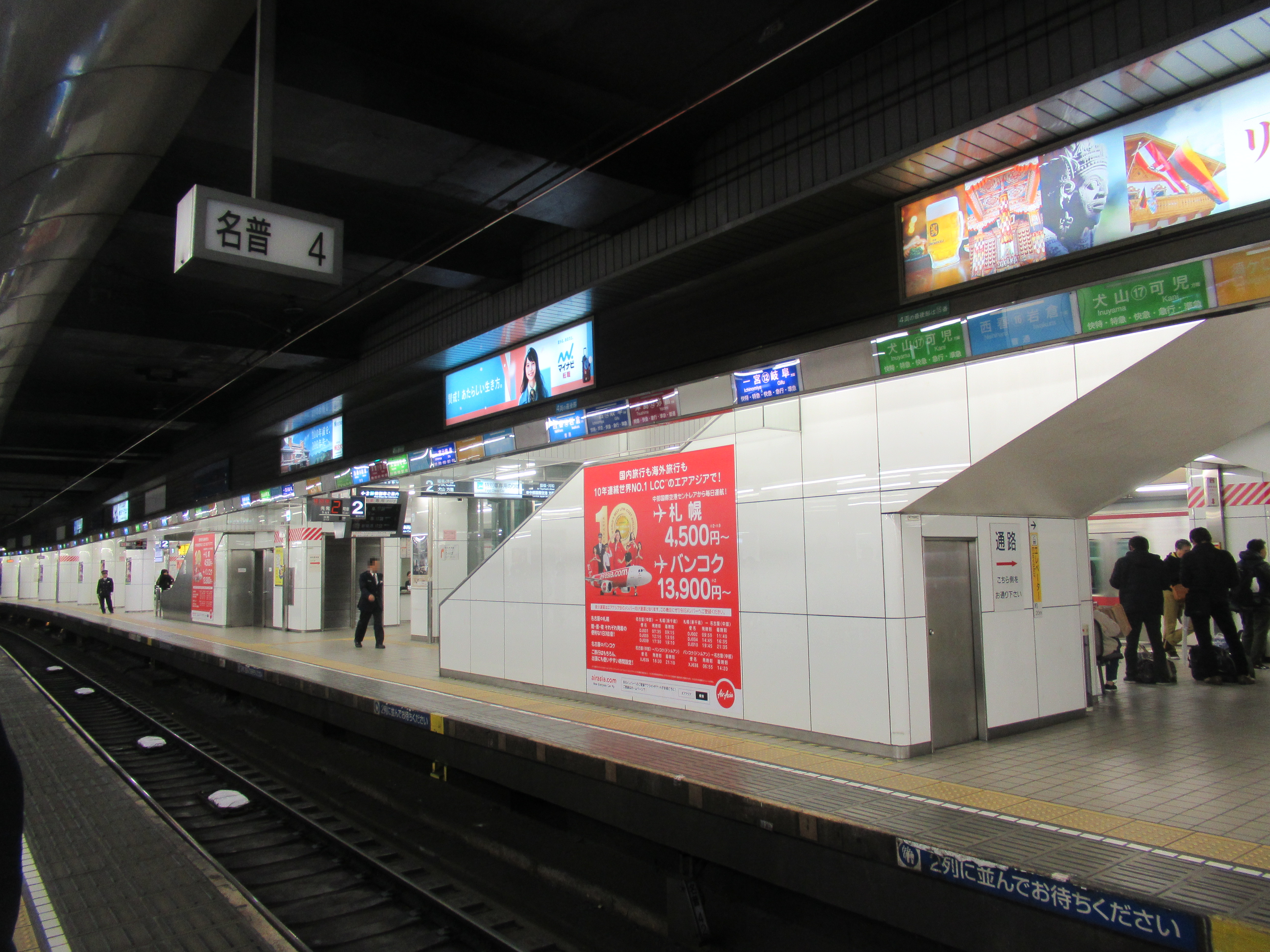
乗車位置表示

1番線と異なり、各方面行ともミュースカイを除く4両以下の列車は中央階段付近から後ろ寄りに停車する（4両のミュースカイはホームほぼ中央に停車する。新南改札口から入った場合、6両編成の停車位置より前寄りとなるため予定時刻の列車に乗車できないことがある）。金山止まりや神宮前止まりの場合、岡崎・豊橋方面と同じ色で表示される（事故などでダイヤが乱れ、運転区間が短縮となった場合は元の色のまま）。当駅に普通で到着し急行（準急・快速急行）に種別を変更する（またはその逆）列車もあるが、変更後の色で表示され、変更後の種別の停止位置に停車する。

### 配線図と線路
| ← 山王駅   | 名鉄名古屋駅 構内配線略図 | → 栄生駅 |
| 凡例 出典: |                           |          |

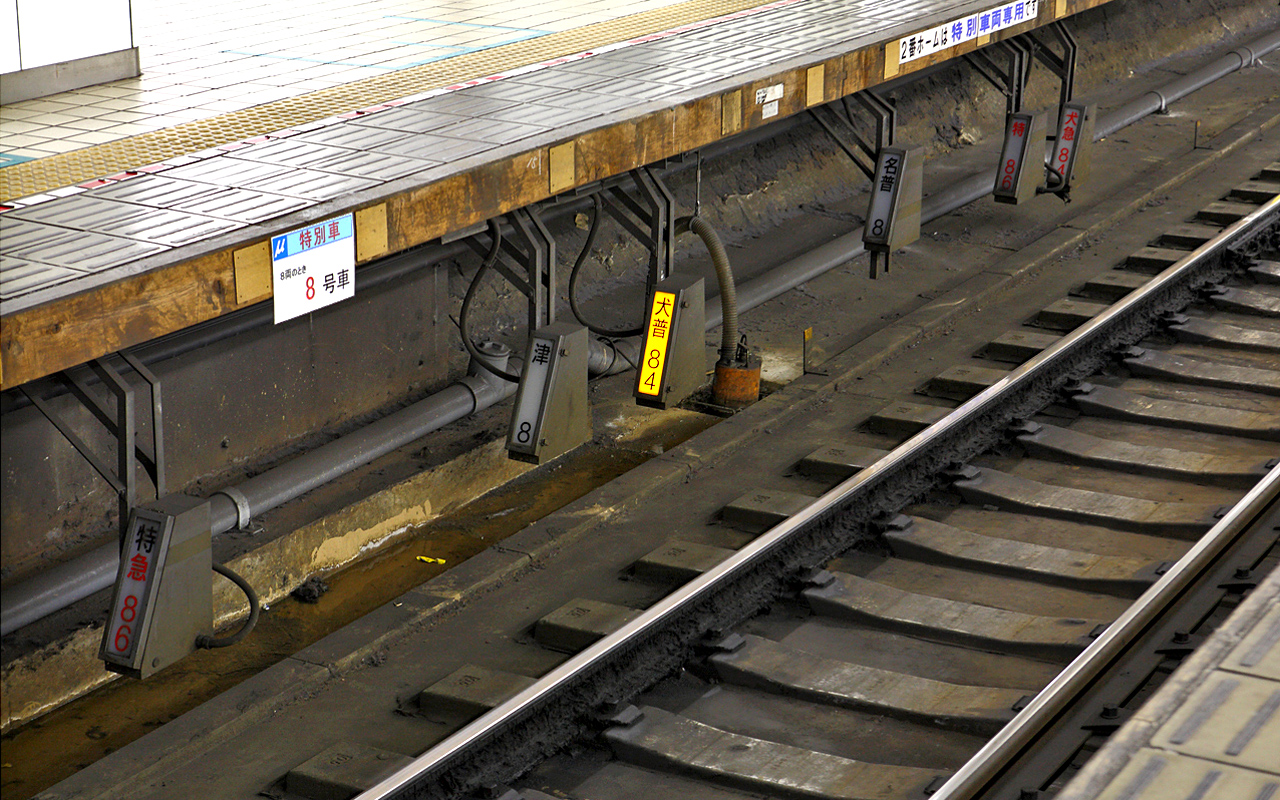
バラストが撤去され低くなった線路と、ホーム下の電光式停止位置目標

多数の列車を上下各1線でさばくため、上下線ともホームの中間点に場内信号機を備えている。1・2番線が第4場内、3・4番線が第3場内である。なお、列車の最後尾がこの信号機よりさらに先まで行かないとホーム手前の場内信号機が変わらないため、たとえ編成が短くても2本の列車が信号機を境に同時に停車しての客扱いはできない。
2005年（平成17年）にバリアフリー対策として、レール面を下げることにより電車床面とホームとの段差を縮小した。翌年にはそれまでのバラスト道床からコンクリート道床に改修されている。これはバラストを除去のうえPC枕木の間にコンクリートを充填したもので、最初からコンクリート構体に敷設する直結軌道とは異なる。軌条は50kgNを使用している。
山王方のトンネル坑口は短距離ですぐに高架線へつながるため、35‰という名鉄最急勾配である。逆に栄生方のトンネルは坑口まで約1kmと長い。運転士の確認用の列車種別表示灯が当駅ホーム直前のトンネル内に設置されており、これはホーム上や線路脇のホーム下にある電光式の停止位置目標（画像参照）と連動している。表示は、名古屋本線へ向かう6両の急行や特急の場合「特急 6」、犬山方面など4両と8両が同じ停止位置のときは「犬急84」などである。
分岐器はないが、曲線や勾配の関係から、通過列車の制限速度は1・2番線が駅の前後にわたって45km/h、3・4番線が進入時のみ35km/hといずれも低い。そのため、先行列車との間隔が空いた場合は、場内信号機・出発信号機とも進行現示に変わる。

### 拡張計画
2017年（平成29年）3月29日、名鉄は「名古屋駅地区再開発」事業として名鉄名古屋駅の拡張を含む再開発計画を発表した。当初の構想では現在の駅敷地を太閤通をまたいで南側に拡張し、駅敷地面積を現在の約2倍にするというもので、その上部に南北400mの細長い一連の超高層ビル（30階程度を想定）を建設する計画であった。そのビルの形状から「壁ビル」と揶揄されたデザインは後に撤回され、高さ180 m級のビル3棟を一体的に建設する形に改められた。名鉄百貨店本店本館・名古屋近鉄ビル（近鉄パッセ）・日本生命笹島ビルなどを取り壊して一体的に再開発する関係で、名鉄のほかに近鉄や日本生命、三井不動産が再開発事業に参画している。当初はリニア中央新幹線の完成する2027年頃までの整備を目指していたが、コロナ禍などの影響もあって2030年頃の完成に延期された。
2019年（平成31年）3月25日、名鉄は名鉄名古屋駅のホームを現在の3面2線から4線に拡張する計画を発表した。駅の面積も6,300平方メートルから14,000平方メートルに拡張され、4線化されたホームにはホームドアを設置する予定である。以前より要望されていた中部国際空港行き専用ホームの新設については2016年頃よりホーム増設の検討が行われていたが、駅西側への拡張や多層構造の導入などがコスト面から断念された後、4線化するホームの東寄りに「空港アクセスホーム」の区画を設ける形に決着した。同区画には中部国際空港のフライトスケジュールを掲示する案や待合スペースを建設する案などが検討されており、名鉄名古屋駅から中部国際空港へ向かう乗客を全てこの区画から乗車させる導線設計とする予定。

### かつてレールのつながっていた近鉄
現在でも名鉄名古屋駅と近鉄名古屋駅は壁一枚隔てて地下で隣接しており、近鉄名古屋線が改軌される前の狭軌であった時代である1954年（昭和29年）までは連絡線が設置されていて、1950年（昭和25年）8月4日から1952年（昭和27年）9月30日までの間、団体列車に限り名鉄・近鉄の相互で直通運転を行っていた。名鉄からは伊勢（中川止まり山田線連絡）・養老へ、近鉄からは豊川稲荷（当時は伊奈から小坂井支線を経由して国鉄豊川駅へ乗り入れていた）・犬山へ列車が運転されていた。この連絡線は名鉄ビル（現・名鉄百貨店）建設工事にともない廃止され、現在、連絡線の跡は壁が設置され塞がれているが、隔壁部分（窪んだ空間）を確認することができる。また、岐阜・犬山方面の上り、下りの線路の間は支柱で仕切られているが、上り線から近鉄線へ向かうための渡り線が通っていたところには現在も支柱がない。一方、近鉄名古屋駅1番のりばより大阪・伊勢方面に出てすぐの向かって左側の箇所にも連絡線跡の隔壁部分を確認することができる。
| ← 伊勢中川方面                                | 新名古屋駅（開業当時） 構内配線略図 | → 新岐阜(現・名鉄岐阜駅)方面 |
| 凡例 出典: 破線は関西急行線連絡線の準備を示す |                                     |                              |

### 改札内にある店舗
- 1番線
  - ファミリーマート エスタシオ 名鉄名古屋駅下りホーム店[45]
- 4番線
  - ファミリーマート エスタシオ 名鉄名古屋駅上りホーム店[46]
  - 吉野家 名鉄名古屋駅店[47]

## 駅周辺
詳しくは名古屋駅#駅周辺、名駅を参照。
当駅中央出口側にあるタクシーのりばは、名鉄交通など名鉄グループのタクシーに加え、近鉄グループの名古屋近鉄タクシーも発着し、「名鉄・近鉄タクシーのりば」と表記されている。

## 利用状況
名鉄の駅では最も利用客が多い。
- 「移動等円滑化取組報告書」によれば、2023年度の1日平均乗降人員は27万2,061人である[1]。
- 『名鉄120年：近20年のあゆみ』によると、2013年度当時の一日平均乗降人員は28万2,810人であり、この値は名鉄全駅（275駅）中1位、名古屋本線（60駅）中1位であった[48]。
- 『名古屋鉄道百年史』によると、1992年度当時の一日平均乗降人員は38万7,525人であり、この値は岐阜市内線均一運賃区間内各駅（岐阜市内線・田神線・美濃町線徹明町駅 - 琴塚駅間）を除く名鉄全駅（342駅）中1位、 名古屋本線（61駅）中1位であった[49]。
- 『名鉄時刻表 1990 Vol.7』によると、1989年度下半期の1日平均乗降人員は38万4,382人であり、この値は名鉄全駅中1位であった。[50]
- 『名鉄 1983』によると、1981年度当時の一日平均乗降人員は38万1,025人であり、この値は名鉄全駅中1位であった[51]。
- 『創立70周年記念 今日と明日の名鉄』によると、1960年度当時の一日平均乗降人員は20万722人であり、1963年度の値は26万3,986人であった[52]。
- 『岡崎市戦災復興誌』掲載の統計資料によると、1948年（昭和23年）11月1日 - 1949年（昭和24年）4月30日間の半期における一日平均乗降人員は5万4,012人であり、この値は名鉄全駅中1位であった[53]。
- 名鉄交通広告の公式ホームページによると、2008年度の1日平均乗降客数は27万8,717人、2009年度は26万9,906人（名古屋鉄道調べ）である。名鉄の全駅において1位である。
- 『名古屋市統計年鑑』によると、各年度の年間乗車人員は下表の通り。

| 年度               | 年間 乗車人員 | 出典   |
| ------------------ | ------------- | ------ |
| 1991年（平成03年） | 69,761,224    | [ 54 ] |
| 1992年（平成04年） | 69,163,704    | [ 54 ] |
| 1993年（平成05年） | 67,249,238    | [ 54 ] |
| 1994年（平成06年） | 64,239,857    | [ 54 ] |
| 1995年（平成07年） | 62,624,749    | [ 54 ] |
| 1996年（平成08年） | 60,332,909    | [ 55 ] |
| 1997年（平成09年） | 57,554,165    | [ 55 ] |
| 1998年（平成10年） | 55,905,505    | [ 55 ] |
| 1999年（平成11年） | 53,548,005    | [ 55 ] |
| 2000年（平成12年） | 52,321,129    | [ 55 ] |
| 2001年（平成13年） | 54,034,834    | [ 56 ] |
| 2002年（平成14年） | 53,057,261    | [ 56 ] |
| 2003年（平成15年） | 52,168,603    | [ 56 ] |
| 2004年（平成16年） | 51,253,653    | [ 56 ] |
| 2005年（平成17年） | 52,001,134    | [ 56 ] |
| 2006年（平成18年） | 50,830,702    | [ 57 ] |
| 2007年（平成19年） | 51,069,412    | [ 57 ] |
| 2008年（平成20年） | 50,376,082    | [ 57 ] |
| 2009年（平成21年） | 48,808,160    | [ 57 ] |
| 2010年（平成22年） | 48,706,326    | [ 57 ] |
| 2011年（平成23年） | 48,929,023    | [ 58 ] |
| 2012年（平成24年） | 49,955,505    | [ 58 ] |
| 2013年（平成25年） | 51,257,176    | [ 58 ] |
| 2014年（平成26年） | 50,605,725    | [ 58 ] |
| 2015年（平成27年） | 51,854,137    | [ 58 ] |
| 2016年（平成28年） | 52,364,920    | [ 59 ] |
| 2017年（平成29年） | 54,049,700    | [ 59 ] |
| 2018年（平成30年） | 54,973,775    | [ 59 ] |
| 2019年（令和元年） | 54,748,633    | [ 59 ] |

## その他
- 全日空では、中部国際空港発着の快速特急（現在のミュースカイ）・特急と福岡空港・新千歳空港発着の便との接続を便利にした「Door to ANA」という新ダイヤを発表した。このプロモーションのため、2005年1月から2月まで、2・3番ホームと中央改札口の柱や壁がすべて「Door to ANA」の広告になった（同様のプロモーションは金山駅でも行われた）。また同時期に全日空の自動チェックイン機が中央改札口の精算所の隣に設置された。なお、金山駅も西改札口内に設置されたが2008年に撤去された。
- 岐阜・津島方面と犬山方面は当駅で乗り換える客が多く、庄内川鉄橋の北側の枇杷島分岐点から当駅までは重複乗車となるが、料金計算上は同分岐点で乗り換えたものとして計算され、重複乗車部分の料金はその区間で途中下車しない限り不要である。路線区分上は同分岐点が犬山線の起点であるが、同分岐点は犬山線の線路が本線の線路に合流しまた分岐するためのポイントがあるだけであり、この分岐点では乗降・乗換することが不可能である。
- 2016年1月23日から2月4日までに期間限定で、テレビドラマ『名古屋行き最終列車』のPRの一環で、松井玲奈が構内アナウンスを担当[60]。

## 隣の駅
名古屋鉄道
NH 名古屋本線 / IY 犬山線
□ミュースカイ・□快速特急
金山駅（名古屋本線 - NH34）- 名鉄名古屋駅（NH36）- 国府宮駅（名古屋本線 - NH47）/ 岩倉駅（犬山線 - IY07）
■特急
金山駅（名古屋本線 - NH34）- 名鉄名古屋駅（NH36）- （一部の列車は須ヶ口駅（NH42）） - 国府宮駅（名古屋本線 - NH47）/ 岩倉駅（犬山線 - IY07）
□快速急行
金山駅（名古屋本線 - NH34）← 名鉄名古屋駅（NH36） ← （栄生駅発の列車は栄生駅（NH37）） ← 須ヶ口駅（名古屋本線 - NH42）/ 上小田井駅（犬山線 - IY03）
■急行・■準急
金山駅（名古屋本線 - NH34）- 名鉄名古屋駅（NH36）- 栄生駅（名古屋本線/犬山線 - NH37）
■急行（平日朝の上り1本）・■普通
山王駅（名古屋本線 - NH35）- 名鉄名古屋駅（NH36）- 栄生駅（名古屋本線/犬山線 - NH37）